# 블록 히터

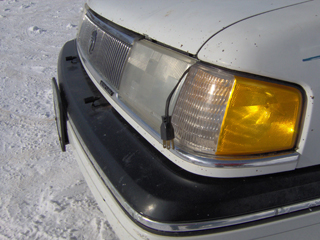
블록 히터 전원 공급용 전원 코드

블록 히터(영어: Block heater)는 추운 기후에서 시동 전에 엔진을 예열하는 데 사용된다. 주로 자동차 엔진에 사용되지만, 항공기 엔진에도 사용되어 왔다.
블록 히터의 가장 일반적인 설계는 실린더 블록에 내장된 전기 발열체이다.

## 목적
엔진 예열은 주로 시동을 더 쉽게 걸기 위해 사용된다. 추가적인 이점은 다음과 같다.
- 실내 히터가 더 빨리 열을 발생시켜 쾌적함을 제공하고 앞유리를 해동한다.[1]
- 시동 시 차가운 실린더 벽에 연료가 응축되는 것을 줄여 다음과 같은 효과를 얻는다.
  - 연료 절약 및 배기 가스 감소
  - 피스톤 링에 의해 오일 팬으로 긁혀 들어간 휘발유로 인한 오일 희석 감소.
- 엔진이 더 빨리 작동 온도에 도달하여 엔진이 오랫동안 농후 연료 상태로 작동하지 않는다. 이는 연료 소비와 배출량을 더욱 줄인다.
- 스타터와 자동차 배터리에 가해지는 부하가 줄어 수명이 연장된다.
- 오일 순환이 개선되어 엔진 마모가 줄어든다.
- 원격 시동 장치의 필요성을 줄여 연료와 배출량을 더욱 절약한다.

블록 히터 또는 냉각수 히터는 비상시 발전기가 최대 전력 출력에 도달하는 데 걸리는 시간을 줄이기 위해 비상 발전기의 디젤 엔진에도 사용된다.

## 고려 사항
차량 운전자는 전원에 접근할 수 있어야 한다. 추운 기후에서는 거주자, 직원 또는 학생을 위한 주차 공간이나 유료 공영 주차 공간에 전기 콘센트가 있을 수 있다.
운전자는 운전하기 전에 전원 코드를 분리해야 한다. 분리하는 것을 잊으면 전원 코드나 차량이 손상될 수 있다. 눈보라가 친 후에는 케이블이 눈 밑에 가려져 보이지 않을 수 있다. 주거지 야간 노상 주차는 공공 보도를 가로지르는 연장 코드 사용을 허용하지 않을 수 있다.
엔진을 가열하는 데 사용되는 에너지는 비용을 추가한다. 그러나 연료 절약이 일반적으로 이 비용보다 크며, 특히 예상 시동 시간보다 약 4시간 전에 가열 기간을 제한하기 위해 타이머를 사용하는 경우 더욱 그렇다. 필요한 예방 조치를 취하면 등유 제트 히터를 사용하여 엔진을 예열할 수도 있다.

## 설계
일부 자동차는 공장에서 블록 히터가 장착되어 생산되는 반면, 다른 자동차는 애프터마켓 추가 부품으로 블록 히터가 장착된다. 가장 일반적인 블록 히터 유형은 실린더 블록 내의 전기 발열체이며, 종종 차량의 그릴을 통해 연결된 전원 코드를 통해 연결된다. 일부 블록 히터는 엔진의 코어 플러그 중 하나를 대체하도록 설계되어 냉각수를 통해 엔진을 가열한다.
엔진을 따뜻하게 하는 다른 방법은 다음과 같다.
- 엔진 오일 팬에 자석으로 부착하는 엔진오일 히터.
- 오일 레벨 게이지 튜브에 삽입하는 엔진 오일 히터.
- 라디에이터 호스에 설치하여 냉각수를 따뜻하게 하는 인라인 냉각수 히터 (때로는 순환 펌프를 사용하여 효율성 증가).
- 엔진 위에 놓는 전기 담요.

전기 타이머는 엔진 워머와 함께 자주 사용되는데, 엔진 시동 전에 워머를 몇 시간 동안만 작동시키면 되기 때문이다. 일부 자동차는 시동을 껐을 때 냉각 시스템에서 뜨거운 냉각수를 3리터 단열 보온병 스타일 저장소로 펌핑하여 며칠 동안 따뜻하게 유지한다. 공회전이 엔진을 따뜻하게 한다고 흔히 알려져 있지만, 대부분의 경우 효과적이지 않다.

## 사용

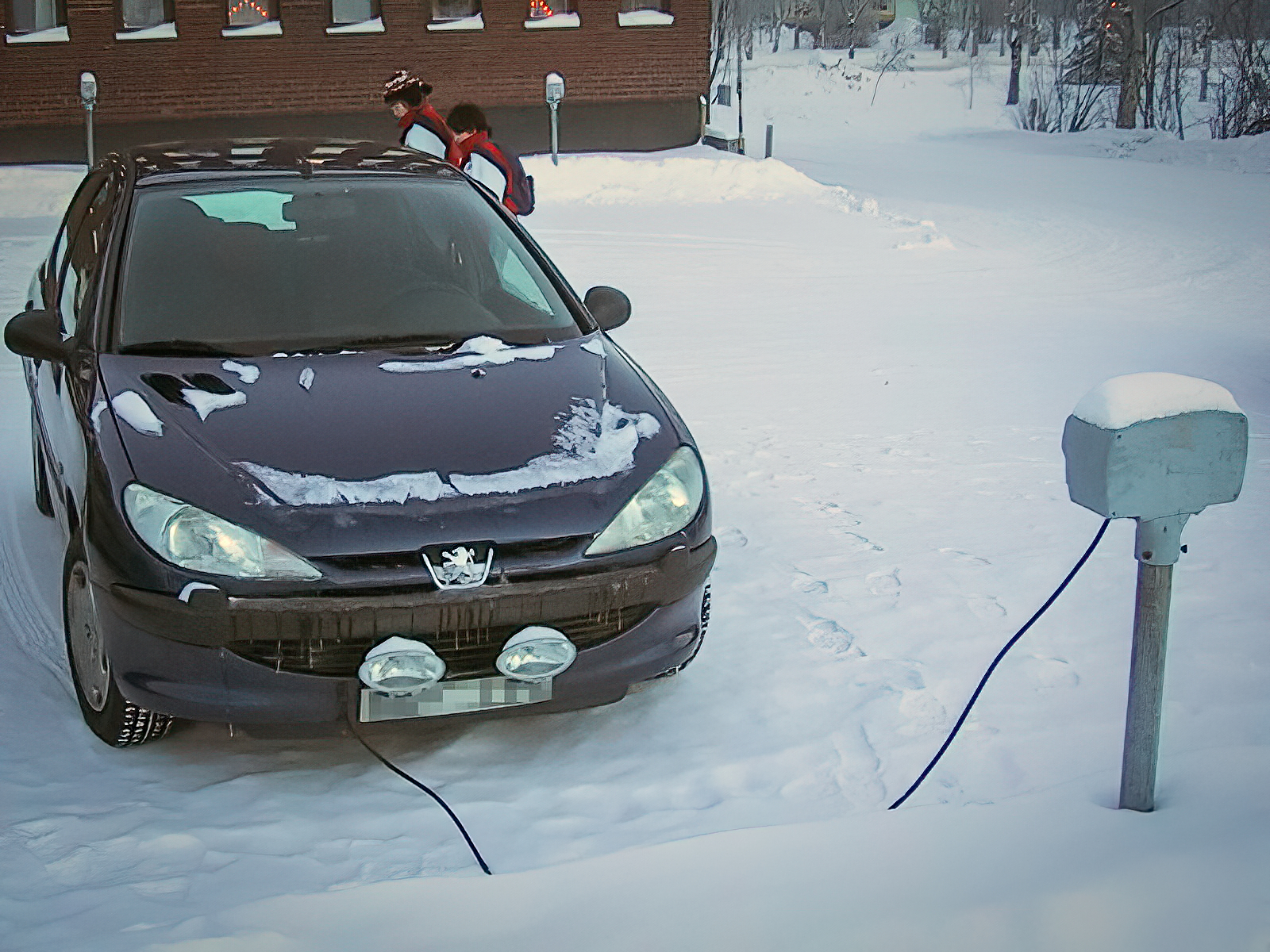
블록 히터에 전력을 공급하기 위해 전기 콘센트에 연결된 주차된 자동차

블록 히터는 미국 북부, 캐나다, 러시아, 스칸디나비아와 같은 추운 겨울이 있는 지역에서 자주 사용된다. 블록 히터가 일반적으로 사용되는 일부 국가에서는 주차장에 블록 히터 전원 공급을 위한 전기 콘센트가 설치되어 있는 경우가 있다.
1970년대 블록 히터의 예열 시간을 테스트한 결과, 차량 시동 전 4시간 이상 블록 히터를 작동시키는 것은 거의 이점이 없다는 사실이 밝혀졌다. 초기 온도에 관계없이 처음 4시간 동안 냉각수 온도가 거의 20 °C (36 °F) 증가하는 것으로 나타났다. −29 to −11 °C (−20 to 12 °F) 범위의 주변 온도에서 4가지 테스트가 수행되었으며, 히터를 최대 2시간 더 계속 사용하면 온도가 최대 3 °C (5 °F)만 추가로 증가했다. 엔진 오일 온도는 이 기간 동안 5 °C (9 °F)만 증가하는 것으로 나타났다.

## 역사
피스톤 엔진을 시동 전에 예열하는 초기 사례는 1930년대 캐나다 북부에서 항공기 조종사들이 영하의 기온의 영향을 줄이기 위해 성형 엔진을 끄고 시동을 걸 준비를 담당하는 항공 기관사와 함께 비행했을 때였다. 항공 기관사는 밤에 오일을 양동이에 비우고, 엔진과 오일 양동이를 담요로 감싸고 비행 몇 시간 전에 사용하는 블로 팟(본질적으로 등유 제트 히터)이라는 장치를 사용하여 예열하는 책임이 있었다.
제2차 세계 대전 중 독일 조종사들은 소련과의 1941년 겨울 전역에서 처음 겪었던 극심한 추위 때문에 메서슈미트 Bf 109 항공기 엔진의 오일이 얼어붙는 것을 막을 수 없었다. 포로로 잡힌 소련 항공병은 항공기 오일 섬프에 항공 연료를 부어 오일을 녹이는 방법을 보여주었다. 소련에서 배운 또 다른 해결책은 엔진 주변 공간에 연료를 점화하는 것이었다.
초기 자동차용으로는 앤드루 프리먼이 미국에서 발명하고 1949년 11월 8일에 특허를 받은 "헤드 볼트 히터"가 있었다. 이 초기 히터는 엔진의 헤드 볼트 중 하나를 저항 발열체를 포함하는 중공 나사산 생크로 대체했다. 블록 히터가 도입되기 전에는 엔진을 시동하기 전에 엔진 블록에 뜨거운 물을 붓거나 밤새 보관을 위해 엔진 오일을 빼내는 등 다양한 방법으로 엔진을 따뜻하게 했다. 일부는 심지어 차량 엔진 밑에 숯불을 삽으로 넣어 같은 효과를 얻기도 했다.